# Musculus scapopedicellaris lateralis
Musculus scapopedicellaris lateralis, musculus scapo-pedicularis I, mięsięń 6, mięsień 0an6 (ang. lateral scapo-pedicellar muscle, levator of the antennal flagellum) – mięsień wchodzący w skład głowy owadów.
Jeden z mięśni czułkowych. Ogólnie swój początek bierze na bocznej lub grzbietowo-bocznej części ściany trzonka (scpaus), a jego koniec przyczepiony jest do bocznej lub grzbietowo-bocznej ściany nóżki (pedicellus).
U błonkówek wychodzi z tylno-środkowej części proksymalnej trzonka i przyczepia się bocznie do proksymalnej części nóżki.
U górczyków mięsień ten ma swój początek w przednio-bocznej części podstawy trzonka a koniec w przednio-bocznej części nasady nóżki.